# 21605 Рейнозо
21605 Рейнозо (21605 Reynoso) — астероїд головного поясу, відкритий 12 лютого 1999 року.
Тіссеранів параметр щодо Юпітера — 3,197.